# Меріленд (провінція)
Провінція Меріленд (англ. Province of Maryland) була англійською, а пізніше британською колонією в Північній Америці, яка існувала з 1632 до 1778 року, коли вона приєдналася до інших дванадцяти з тринадцяти колоній, які повстали проти Великої Британії, і стала штатом США Меріленд. Його першим поселенням і столицею було місто Сент-Мері в південній частині округу Сент-Мері, який є півостровом у Чесапікській затоці, який також омивається чотирма приливними річками.
Провінція починалася як власна колонія англійського Сесіл Калверт, 2-й барон Балтімор, який хотів створити притулок для англійських католиків у Новому Світі під час європейських релігійних воєн. Хоча Меріленд був піонером віротерпимості в англійських колоніях, релігійні чвари між англіканами, пуританами, католиками та квакерами були поширеними в перші роки, і пуританські повстанці ненадовго захопили контроль над провінцією. У 1689 році, з початком Славної революції, Джон Куд очолив повстання, яке усунуло лорда Балтімора, католика, від влади в Меріленді. Влада в колонії була відновлена до родини Балтимор у 1715 році, коли Чарльз Калверт, 5-й барон Балтімор, публічно наполягав на тому, що він протестант.
Незважаючи на ранню конкуренцію з колонією Вірджинія на півдні та голландською колонією Нові Нідерланди на півночі, провінція Меріленд розвивалася дуже подібно до Вірджинії. Його ранні поселення та населені пункти мали тенденцію зосереджуватися навколо річок та інших водних шляхів, що впадають у Чесапікську затоку, і, як і Вірджинія, економіка Меріленда швидко зосередилася на вирощуванні тютюну для продажу в Європі. Потреба в дешевій робочій силі, а пізніше змішана сільськогосподарська економіка, яка розвинулась, коли ціни на тютюн впали, призвели до швидкого поширення договірного рабства, кримінального транспортування та примусової імміграції та поневолення африканців. Меріленд отримав більшу квоту злочинців, ніж будь-яка інша провінція.
Провінція Меріленд була активним учасником подій, що привели до Американської революції, і повторила події в Новій Англії, створивши комітети листування та влаштувавши власне чаювання, подібне до того, що відбулося в Бостоні. До 1776 року старий порядок було повалено, коли громадяни Меріленда підписали Декларацію незалежності, що поклало край британському колоніальному правлінню.

## Витоки в 17 столітті
Католик Джордж Калверт, 1-й барон Балтімор (1579—1632), колишній державний секретар Його Величності Короля Карла I, хотів створити притулок для англійських католиків у Новому Світі. Відвідавши Америку та заснувавши колонію в майбутній канадській провінції Ньюфаундленд під назвою «Авалон», він переконав короля надати йому другу територію в більш південному, помірному кліматі. Після смерті Балтимора в 1632 році грант був переданий його старшому синові Сесілу, 2-му барону Балтімору.
20 червня 1632 року Чарльз надав першу хартію для Меріленду, власної колонії площею близько дванадцяти мільйонів акрів (49 000 км²), 2-му барону Балтімору. Деякі історики розглядають цей грант як форму компенсації за те, що батька 2-го лорда Балтимора позбавили титулу державного секретаря після того, як він оголосив про нього католицьким віросповіданням у 1625 році. Хартія не містила вказівок щодо релігії, хоча передбачалося, що католики не будуть піддаватися розбещенню в новій колонії.

## Ранні поселення
У Меріленді Балтимор намагався створити притулок для англійських католиків і продемонструвати, що католики та протестанти можуть мирно жити разом, навіть видавши Закон про релігію в питаннях релігії. Перший лорд Балтімор сам був наверненим у католицтво, що стало серйозною політичною невдачею для дворянина в Англії XVII століття, де римо-католиків легко можна було вважати ворогами корони та потенційними зрадниками своєї країни. Як і інші аристократичні власники, він також сподівався отримати прибуток від нової колонії.
Сім'я Калвертів вербувала католицьких аристократів і протестантських поселенців для Меріленду, заманюючи їх щедрими земельними грантами та політикою віротерпимості. Щоб спробувати залучити поселенців, Меріленд використовував так звану систему головного правого боку, яка виникла в Джеймстауні. Поселенці отримували 50 акрів (20 га) землі за кожну особу, яку вони привезли в колонію, чи то в якості поселенця, як слуги або раба.
З приблизно 200 першими поселенцями, які подорожували до Меріленду на вітрильниках «Ковчег» та «Голуб», більшість були протестантами. 22 листопада 1633 року лорд Балтімор відправив перших поселенців до нової колонії, і після тривалого плавання з зупинкою для поповнення запасів на Барбадосі 25 березня 1634 року «Ковчег» та «Голуб» прибули до берега (згодом відзначається як «День Меріленда»), на острові Блекістоун, згодом відомому як острів Святого Клемента, біля північного берега річки Потомак, вище за течією від її місця впадіння в Чесапікську затоку та Пойнт Лукаут. Нових поселенців очолив молодший брат лорда Балтімора, шановний Леонард Калверт, якого Балтімор делегував служити губернатором нової колонії.
Тут, на острові Св. Климента, вони поставили великий хрест і на чолі з отцем-єзуїтом Ендрю Уайтом відслужили месу. Нове поселення назвали «Сіті Св. Марії» і воно стало першою столицею Меріленда. Так залишалося протягом шістдесяти років до 1695 року, коли столицю колонії було перенесено на північ до більш центрального, нещодавно заснованого «Місто Енн Арундел» (також коротко відоме як «Провіденс») і пізніше перейменовано на «Аннаполіс».
Невдовзі з'явилися нові поселенці. Посіви тютюну, які вони посадили з самого початку, були дуже успішними і швидко зробили нову колонію прибутковою. Однак, враховуючи захворюваність на малярію та тиф, очікувана тривалість життя в Меріленді була приблизно на 10 років меншою, ніж у Новій Англії.
«Історичне місто Святої Марії» (агентство з охорони історичних пам'яток/туристична агенція) було створено для захисту того, що залишилося від руїн початкового села 17 століття, а також кількох реконструйованих урядових будівель, мало з яких залишилося недоторканим. За винятком кількох періодів повстань ранніх протестантів і пізніших колоністів, колонія/провінція залишалася під контролем кількох лордів Балтімора до 1775—1776 рр., коли вона приєдналася до інших колоній у повстанні проти Великої Британії та зрештою стала незалежною та суверенний штат США Меріленд.

## Прикордонні суперечки

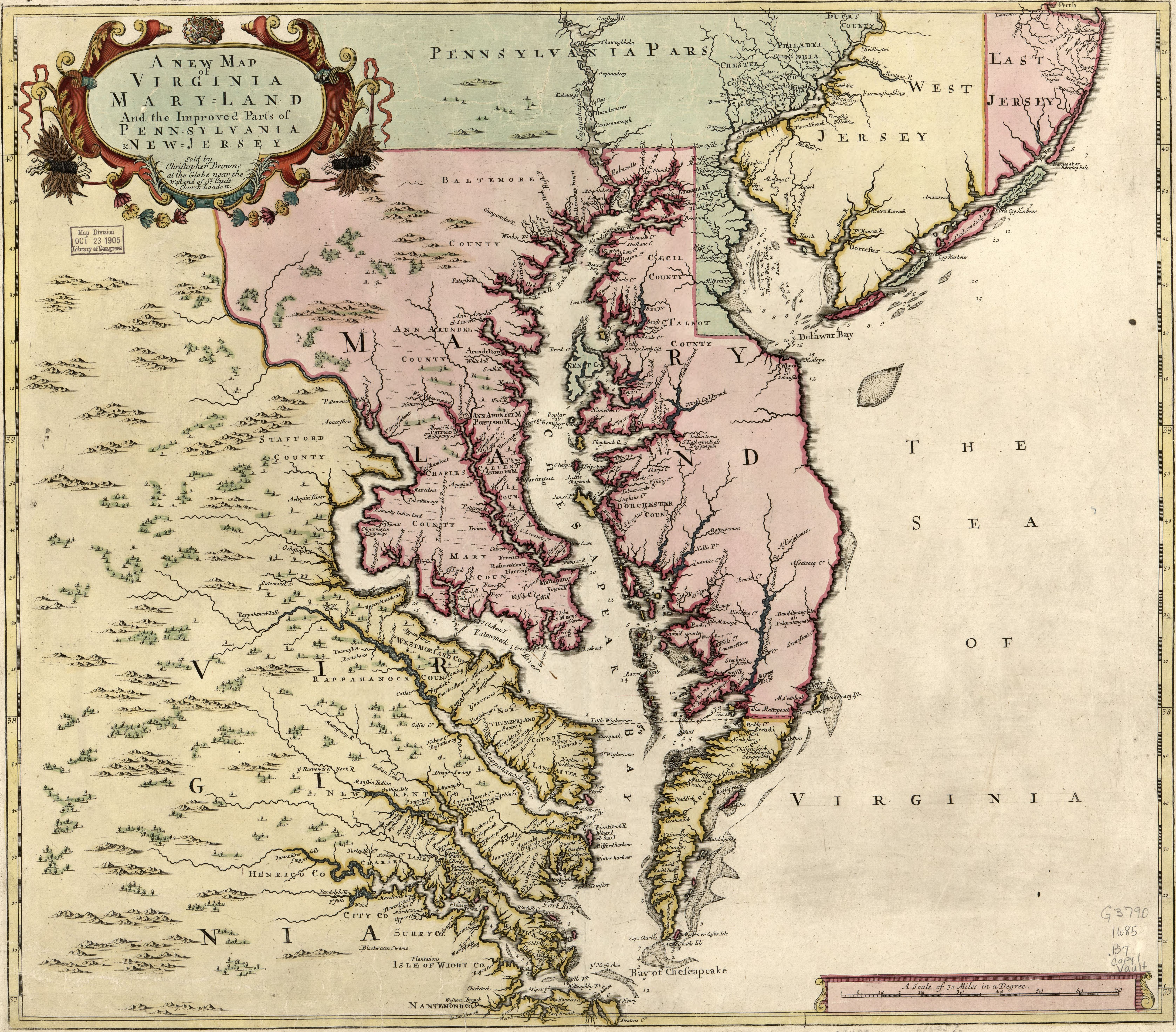
Нова карта Вірджинії, Меріленда та покращених частин Пенсільванії та Нью-Джерсі Крістофера Брауна, 1685 рік

### З Вірджинією
У 1629 році Джордж Калверт, 1-й лорд Балтимора, "керований «священним обов'язком знайти притулок для своїх братів-католиків», звернувся до Чарльза I з проханням отримати королівську грамоту про заснування колонії на південь від Вірджинії. Він також хотів отримати частку статків, зароблених на тютюні у Вірджинії, і сподівався відшкодувати деякі фінансові втрати, які він зазнав у своєму попередньому колоніальному підприємстві в Ньюфаундленді.
У 1631 році Вільям Клейборн, пуританин із Вірджинії, отримав королівську торгову комісію, яка надала йому право торгувати з тубільцями на всіх землях у середині Атлантики, де ще не було чинного патенту. 28 травня 1631 року Клейборн заснував торговий пункт на острові Кент.
Тим часом, повернувшись у Лондон, Таємна рада переконала 1-го лорда Балтімора надати йому чартер на землі на північ від колонії Вірджинія, щоб чинити тиск на голландські поселення далі на північ уздовж річок Делавер і Гудзон. Калверт погодився, але помер у 1632 році до того, як хартія була офіційно підписана королем Карлом I. Королівський грант і хартія для нової колонії Меріленд були надані його синові, Сесіліусу Калверту, 2-му барону Балтімору, 20 червня 1632 року. Це помістило Клейборн на землю Калверта. Клейборн відмовився визнати статут і права лорда Балтимора.
Після арешту одного з його агентів за торгівлю у водах Меріленда без ліцензії в 1635 році, Клейборн спорядив озброєний корабель, і 23 квітня 1635 року почалася морська битва біля гирла річки Покомоке, під час якої було вбито 3 віргінців. Після цієї битви Леонард Калверт силою захопив острів Кент у лютому 1638 року.

### З Пенсільванією
Прикордонна суперечка з Пенсільванією тривала і призвела до Війни Кресапа, конфлікту між поселенцями з Пенсільванії та Меріленду, який вівся в 1730-х роках. Військові дії спалахнули в 1730 році серією насильницьких інцидентів, спричинених суперечками щодо прав власності та правоохоронних органів, і загострилися протягом першої половини десятиліття, завершившись розгортанням військових сил Мерілендом у 1736 році та Пенсільванією у 1737 році. Збройна фаза конфлікту завершився в травні 1738 року втручанням короля Георга II, який змусив переговори про припинення вогню. Тимчасова угода була укладена в 1732 році.
Меріленд втратив частину своєї початкової території на користь Пенсільванії в 1660-х роках, коли король Карл II надав родині Пенн, власникам Пенсільванії, територію, яка перекривала грант родини Калвертів у Меріленді. Протягом 80 років могутні родини Пенн і Калверт ворогували через часткові королівські гранти. Геодезисти Чарльз Мейсон і Джеремія Діксон нанесли карту кордону Меріленд-Пенсильванія в 1767 році, встановивши лінію Мейсона-Діксона.

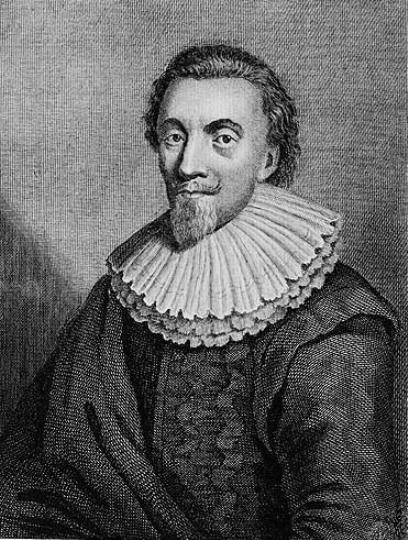
Джордж Калверт, 1-й барон Балтімор

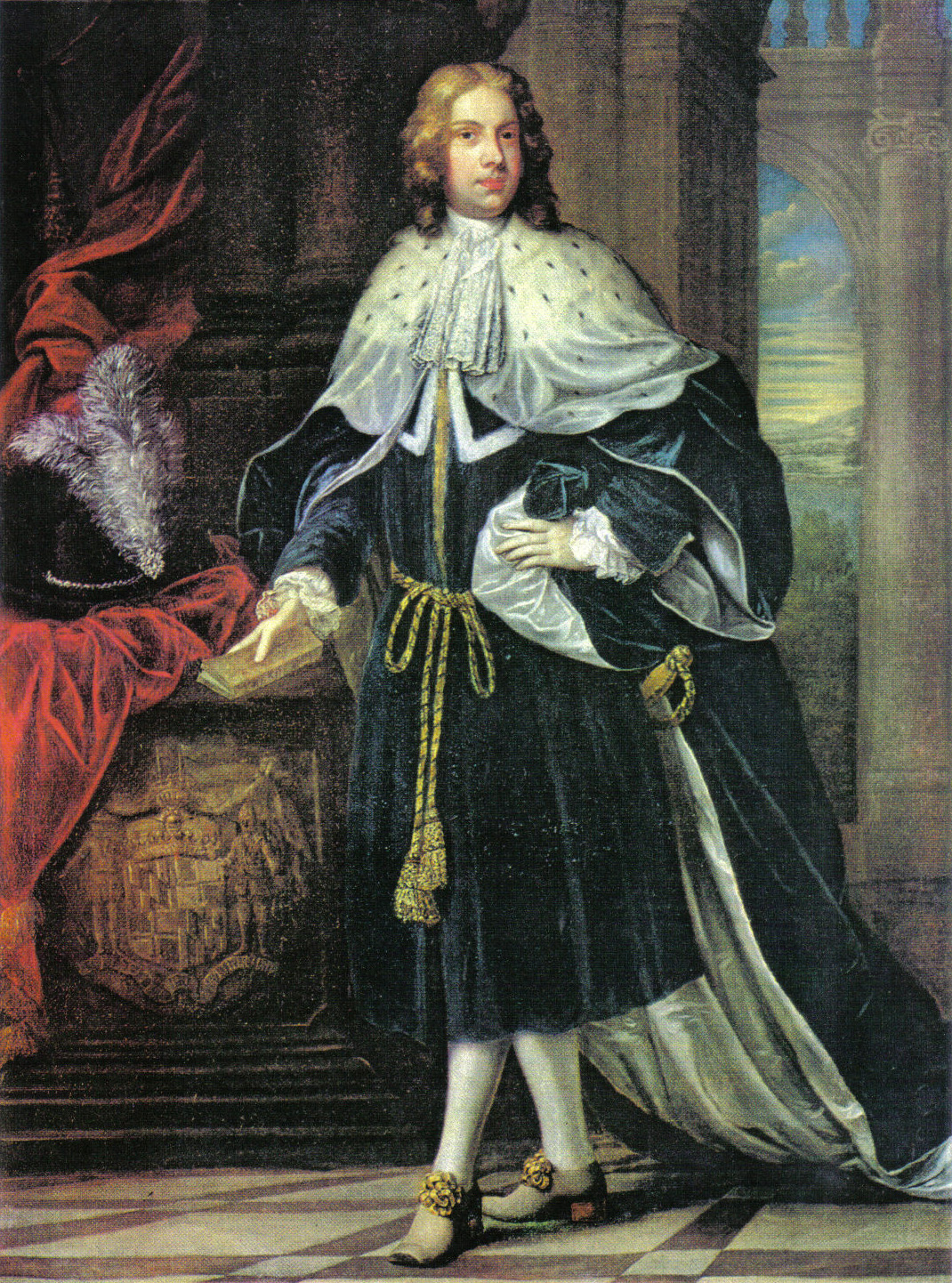
Бенедикт Калверт 4-й барон

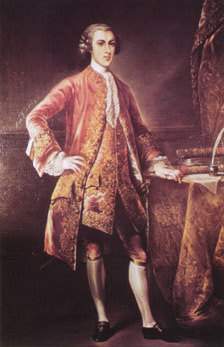
Фредерік Калверт, 6-й і останній барон Балтімора, «зарозумілий, легковажний і розсіяний»

### З Нью-Йорком
У 1672 році лорд Балтимор оголосив, що Меріленд включає поселення Whorekills на західному березі затоки Делавер, території під юрисдикцією провінції Нью-Йорк (як британці перейменували Нові Нідерланди після захоплення у 1664 році). Було направлено військо, яке атакувало і захопило це поселення. Нью-Йорк не зміг негайно відповісти, оскільки незабаром Нью-Йорк знову захопили голландці. Це поселення було відновлено до складу провінції Нью-Йорк, коли Нью-Йорк був відвойований у голландців у листопаді 1674 року.

## Уряд
- Джордж Калверт, 1-й барон Балтімор[en] (1579—1631), державний секретар при королі Якові I, подав у 1629 році заявку на отримання чартеру на заснування колонії в Середньоатлантичній частині Північної Америки, але помер за п'ять тижнів до того, як його було видано[11].
- Сесіл Калверт, 2-й барон Балтімор[en] (1605—1675), успадкував як титул свого батька, так і його грамоту, яка була видана в 1632 році. Його назвали на честь сера Роберта Сесіла, першого графа Солсбері[12], головного державного секретаря Королеви Єлизавети I, якого Калверт зустрів під час тривалої подорожі Європою між 1601 і 1603 роками[11]. Замість того, щоб сам поїхати в колонію, Балтімор залишився в Англії, щоб впоратися з політичною опозицією, яку підняли прихильники колонії Вірджинія, і відправив замість нього свого наступного молодшого брата Леонарда. Сесіл ніколи не подорожував до Меріленду[13].
- Чарльз Калверт, 3-й барон Балтімор[en] (1637—1715), приплив до Меріленда в 1661 році 24-річним молодим чоловіком, ставши першим членом сім'ї Калвертів, який особисто очолив колонію. Батько призначив його заступником губернатора, а коли 2-й лорд Балтімор помер у 1675 році, Чарльз успадкував Меріленд, ставши самостійним губернатором. Під час його правління ціни на тютюн почали знижуватися, що спричинило економічні труднощі, особливо серед бідних. Ураган 1667 року спустошив урожай тютюну[14]. У 1684 році 3-й лорд Балтімор відвідав Англію[15] у зв'язку з прикордонною суперечкою з Вільямом Пенном. Він ніколи не повернувся до Меріленда. За його відсутності протестантська революція 1689 року взяла контроль над колонією. Того року королівська хартія родини також була скасована, і Меріленд став королівською колонією.
- Бенедикт Калверт, 4-й барон Балтімор[en] (1679—1715) розумів, що головною перешкодою для відновлення прав власності його родини на Меріленд є питання релігії[16]. У 1713 році він прийняв англіканство, незважаючи на те, що батько припинив його підтримку. Він також відкликав свого сина Карла з єзуїтської школи, переважно з політичних причин. Відтепер батько і син відправляли богослужіння в Англіканської церкви, до великої огиди його батька Чарльза Калверта, 3-го барона Балтімора, який зберігав свою католицьку віру, незважаючи на політичні недоліки, до своєї смерті в лютому 1715 року[16]. Бенедикт став Четвертим лордом Балтимора після смерті свого батька в лютому 1715 року і негайно звернувся до Короля Георга I з проханням відновити статут сім'ї. Проте 4-й лорд Балтімор пережив свого батька лише на два місяці, померши сам у квітні 1715 року.
- Чарльз Калверт, 5-й барон Балтімор[en] (1699—1751) був правнуком Карла II Англійського через його бабусю по материнській лінії, Шарлотту Лі, графиню Лічфілдську, позашлюбну доньку коханки короля Барбари Палмер, 1-ї герцогині Клівлендської[en]. Провінція Меріленд була відновлена під контролем родини Калвертів королем Георгом I, коли близько 1715 року Чарльз Калверт, 5-й барон Балтімор, публічно присягнув, що він протестант і прийняв англіканську віру.
- Фредерік Калверт, 6-й барон Балтімор[en] (1731—1771) успадкував від свого батька титул барона Балтімора та володіння губернатором провінції Меріленд у 1751 році. 6-й лорд Балтімор мав величезну владу в Меріленді, який тоді був колонією Королівства, Великої Британії, керована безпосередньо Калвертами[17]. Спадщина Фредеріка збіглася з періодом зростання невдоволення в Меріленді на тлі зростаючих вимог законодавчих зборів припинити авторитарне правління його сім'ї. Фредерік, однак, залишався осторонь колонії і ніколи не ступав туди за все своє життя. Він жив дозвіллям, писав вірші та вважав провінцію Меріленд лише джерелом доходу. Колонією керували губернатори, яких призначав 6-й лорд Балтимор. Через часті подорожі з ним було важко спілкуватися, а це означало, що Мерілендом керували без нього. Його особисте життя було надзвичайно скандальним за мірками того часу, і це сприяло зростанню хвилювань у його колонії. У 1758 році його дружина «померла від травми, яку вона отримала, випавши з карети Фаетона», перебуваючи в супроводі чоловіка. Незважаючи на те, що Фредеріка підозрювали у нечесній грі, жодних звинувачень так і не було висунуто.